# یواس‌اس کار (اف‌اف‌جی-۵۲)
یواس‌اس کار (اف‌اف‌جی-۵۲) (به انگلیسی: USS Carr (FFG-52)) یک کشتی است که طول آن ۴۵۳ فوت (۱۳۸ متر), در کل می‌باشد. این کشتی در سال ۱۹۸۳ ساخته شد.